# Stewart Granger (cestista)
Stewart Francis Granger (Montréal, 27 ottobre 1961) è un ex cestista canadese, professionista nella NBA e in Svezia.

## Carriera
Venne selezionato dai Cleveland Cavaliers al primo giro del Draft NBA 1983 (24ª scelta assoluta).
Con il Canada disputò due edizioni dei Campionati mondiali (1982, 1990) e i Campionati americani del 1989.

## Palmarès
- All-USBL First Team (1986)